# South Park-familier
South Park-familier er en liste over de familier og de medlemmer der er af familierne i tv-serien South Park

## Familien Marsh

### Randy og Sharon Marsh
Randy and Sharon Marsh (født Kimble) er de mest prominente forældre i serien. Deres fornavne kommer fra Trey Parkers forældre, og Parker beskriver Randy som "det største fjols i hele serien". Trey Parker lægger stemme til Randy. Oprindeligt lagt Mary Kay Bergman stemme til Sharon, men senere har det været først Eliza Schneider og i øjeblikket er det April Stewart.
Randy og Sharon har kendt hinanden siden barndommen.. Ved at tage sig nogle friheden i seriens flydende tidslinje, har serien etableret Randy og Sharon som et par allerede som unge voksne under flower power-æren. Som mand og kone, ser de to ud til at være tilfredse med hinanden. De fastholder et godt venskab med forældrene til Stans venner og bliver afsløret som fans af at se porno sammen, for at give en ekstra gnist til deres seksuelle forhold. Deres ægteskab har ikke været uden dets skænderier, der oftest starter når Sharon er irriteret, flov eller forarget over Randys excentrisitet. De to har endda været skilt på et tidspunkt. Efter at have gået ind i et nyt forhold hurtigt, indså Sharon hvor meget hun stadig var forelsket i Randy og de to fandt hurtigt ud af det igen. Randy og Sharon har det med at vise liberale synspunkter. De har blandt andet protesteret mod Irakkrigen i 2003 og støttet Barack Obama under præsidentvalget i 2008.
Ligesom Parkers fader er Randy geolog og havde sin første optræden i serien da han holdt øje med en seismograf i afsnittet "Volcano". Udover kort at være ansat hos en Wal-Mart-agtig discount-butik, og blive portrættet som værende ansat her indtil hans fyring i slutningen af sæson 12. I "You Have 0 Friends" bliver det afsløret at han har fået et andet job, men dette er dog ikke blevet afsløret endnu. Det bliver også afsløret i "Something You Can Do with Your Finger" at en Randy som teenager var en del af et boyband ved navn "The Ghetto Avenue Boys" og opnåede en kort periode som kendt inden bandet blev byttet ud med et andet og Randy blev tvunget til at flytte tilbage til South Park. Da han vender tilbage til South Park er Randys involverende i bandet et emne der giver grobund for en masse jokes blandt byens beboere, hvilket får Randy til at opfordre hans søn til ikke at danne et band med hans venner. Et gentagne træk ved Randy er at han tilbøjelig til at overreagere og nærmest tvangsmæssigt griber fat i alle irrationelle ideer og modeluner, enten alene eller sammen med en stor del af byens voksne befolkning. Selvom serien portrættere ham som drikkende i moderate mængder, har flere afsnit omhandlet Randys eksorbitante opførsel der fremkommer når han har drukket for meget.
Sharon har sin første optræden i "An Elephant Makes Love to a Pig". I et kort øjeblik i afsnittet "Death", bliver hun ved en fejl kaldt Carol, som i Sheila Broflovski. Hun har aldrig været portrættet som værende i arbejde, men har kort været ansat som receptionist ved Tom's Rhinoplasty, en lokal kirurgisk klink, i South Park: Bigger, Longer & Uncut. Hun har brunt hår og har ofte en langærmet pullover og mørkeblå bukser på. Hendes bryster er et emne for forgabelse for flere af byens præpubertetsdrenge, heriblandt Butters, hvilket irriterer Stan grænseløst. Selvom det bliver fortalt at de er meget attraktive, vides det ikke om Sharon kender til byens mening om hendes bryster.

### Shelly Marsh
Shelly Lynn Marsh er datter af Randy og Sharon Marsh og storesøster til Stan. 

### Marvin "Grandpa" Marsh
Han er 102 år gammel og Bedstefar til Stan. Han sidder i kørestol og bor i Marsh-familiens hjem, sammen med hans barnebarn Randy og hans oldebørn Stan og Shelley.
I episode 106, Grey Dawn, har han en fremtrædende rolle, hvor han sammen med andre pensionister i South Park protesterer mod, at ældre mennesker skal have frataget deres kørekort, fordi de er blevet anset som livsfarlige i en bil. Hans stemme indtales af Trey Parker, som ligeledes er stemmen bag hans barnebarn Randy og oldebarnet Stan. Han kalder konsekvent Stan for "Billy", en vane hans egen bedstefader også havde.

### Jimbo Kern
Jimbo Kern er Stans onkel og er stedbroder til Randy, selvom tidligere afsnit indikerede at det var Sharons broder. 

## Familien Broflovski

### Gerald og Sheila Broflovski
Gerrald og Sheila Broflovski er et jødisk ægtepar fra middelklassen, der opdrager deres ni-årige søn Kyle og tre-årige canadiskfødte adoptivsøn Ike i den fiktionelle by South Park.

### Ike Broflovski
Ike Broflovski er søn af Gerald og Sheila Broflovski og lillebror til Kyle fordi han er adoptiv og han er født i Canada.

## Familien Cartman

### Liane Cartman og Jack Tenorman
Liane Cartman er moder til Eric Cartman. 
Jack Tenorman er fader til Eric Cartman. 

### Scott Tenorman
Scott Tenorman er halvbror til Eric Cartman.